# Снайерс, Питер
Питер Снайерс (нидерл. Pieter Snayers, 24 ноября 1592, Антверпен — ок. 1667, Брюссель) — фламандский живописец батального жанра эпохи барокко. Известен панорамными батальными сценами, изображениями кавалерийских стычек, атак на деревни, кареты и конвои, а также сценами охоты. Был сотрудником П. П. Рубенса.

## Жизнь и творчество
Снайерс родился в Антверпене, был крещён 24 ноября 1592 года. Его отец Лодевейк был городским посланником Антверпена в Брюсселе, матерью — Катарина Гейсбертс. Его старший брат, которого также звали Лодевейк, стал успешным торговцем с обширной международной сетью контактов. Другой брат по имени Эдуард был живописцем и также торговцем.
В 1611 году Питер вступил в «Общество бакалавров возраста» (Sodaliteit der Bejaarde Jongmans) —братство для бакалавров, основанное в Антверпене орденом иезуитов. Членами этого общества в основном были граждане из высшего и богатого среднего класса, включая художников и торговцев. Благодаря членству в обществе Питер Снайерс смог получать выгодные заказы.
В 1612 году он был зачислен учеником Себастьяна Вранкса, основоположника нидерландской батальной живописи, в 1613 году стал членом антверпенской Гильдии Святого Луки.
В 1618 году Снайерс женился на Анне Схют, племяннице живописца Корнелиса Схюта. Начав свою карьеру в Антверпене, он переехал в Брюссель, где в 1628 году стал придворным художником и учителем Адама ван дер Мейлена. Он также был придворным батальным живописцем дома Габсбургов в звании подполковника, изображал победы имперских войск, при этом ни разу не присутствовал при каком-либо сражении. Снайерс стал придворным художником кардинала-инфанта Фердинанда Австрийского (1634—1641), Леопольда Вильгельма (1647—1656), графа Карла Бонавентуры де Бюкуа и других влиятельных заказчиков. Для них он писал сцены победных сражений в традициях гобеленов XVI века. Он также писал портреты аристократии в Брюсселе и большие пейзажи, работал для знатных заказчиков на свободном рынке.
Работая в Брюсселе, он регулярно посещал родной город Антверпен, но так и не вернулся туда окончательно. Он сотрудничал с художниками Антверпена, такими как Питер Пауль Рубенс, в том числе над так и не завершённым циклом «Жизнь Генриха IV» (1628—1630) и серией «Торре де ла Парада» (ок. 1637—1640).
Снайерсу принадлежат большие циклы картин о ведении боевых действий, которые он создавал по заказу испанского королевского двора. Художнику принадлежала большая мастерская со многими помощниками, так как в одиночку ему было невозможно выполнить столь значительные заказы на большие серии монументальных картин. Между 1639 и 1651 годами он создал так называемую «серию Пикколомини», сделанную для фельдмаршала Оттавио Пикколомини, состоящую из двенадцати крупноформатных батальных полотен, находящихся ныне в венском Музее военной истории. Кроме больших работ Питер Снайерс является автором картин малых форм, изображающих военные и охотничьи сцены.
Среди учеников Снайерса были фламандские живописцы-баталисты Питер Мёленер и Адам Франс ван дер Мейлен. Последний стал ведущим придворным художником короля Людовика XIV во Франции.
Нет никаких записей о том, когда умер Снайерс, но считается, что он скончался в Брюсселе в 1667 году.

## Галерея
- Отъезд Фрайберга в Мейсен 27 февраля 1643 года. 1648. Холст, масло. Германский исторический музей, Берлин
- Портрет графа Карла Бонавентуры де Лонгваль, графа Бюкуа в битве у Белой Горы. Музей замка Рорау, Австрия
- Битва у Белой Горы в 1620 году. Холст, масло. Музей баварской армии, Ингольштадт
- Взятие города Нойнбурга 18—21 марта 1641 года. 1645. Холст, масло. Военно-исторический музей, Вена
- Осада Вены. 1529
- Сражение под Пресницем. Деталь. Портрет Оттавио Пикколомини. Между 1639 и 1651. Холст, масло. Военно-исторический музей, Вена
- Битва при Кирхгольме в 1605 году. 1620-е. Холст, масло. Замок Саснаж, Франция
- Кавалерийская стычка. До 1641. Холст, масло. 	Даличская картинная галерея, Лондон